# 久保田千太郎
久保田 千太郎（くぼた せんたろう、1942年7月26日 - 2008年2月17日）は、岡山県出身の脚本家、漫画原作者。早稲田大学第一文学部卒。「劇団NLT」演出部に所属し、劇作を学ぶ。後に独立。

## 作品リスト

### 漫画脚本・原作
- ウエストサイズ物語（作画：ありま猛）
- 母の曠野（作画：石川サブロウ）
- ほっかほかホンカン（作画：鎌田洋次）
- 銀狼に孤独をみた（作画：かわぐちかいじ、原作：笹沢佐保）
- 鬼平犯科帳（作画：さいとう・たかを、原作：池波正太郎）
- 血闘!新選組（作画：さいとう・たかを）
- 三国志（作画：園田光慶）
- 戦国猿廻し 信長・秀吉と蜂須賀小六（作画：園田光慶、原作：久保田、やまさき十三）
- 風雲天下盗り（作画：園田光慶、原作：久保田、やまさき十三）
- 水滸伝（作画：沼田清）
- 忠臣蔵（作画：土山しげる）
- 東京荒野（作画：能條純一）
- 新 徳川家康 竹千代の秋（作画：幡地英明）
- 戦国英雄伝（作画：久松文雄）
- 史記（作画：久松文雄）※特に『項羽と劉邦』の部分は『司馬版項羽と劉邦』をベースとしている。
- 諸葛孔明（作画：久松文雄）
- 森一族（作画：ほんまりう）
- 墨攻（作画：森秀樹、原作：酒見賢一）